# Пруга Београд—Бар
Магистрална пруга Београд—Бар је међудржавна железничка линија изграђена у време СФР Југославије, дужине 476 km. Повезала је главни град државе са морском луком. Изградња пруге је трајала 25 година, у периоду од 1951. до 1976. године. Део пруге у Србији (Ресник—Пожега—Врбница) је класификован као магистрална пруга 108.
Пре Другог светског рата је планирано повезивање Београда са Котором (Београд—Ваљево—Пожега—Ужице—Златибор—Прибој на Л, Пријепоље—Бијело Поље—Равна Река—Мојковац—Колашин—Горња Морача—Боан—Шавник—Трубјела—Котор), с чиме би се везале пруга Никшић—Подгорица и пруга из Косовске Митровице.

## Изградња пруге
Привредни савет Владе ФНР Југославије, 20. јула 1951. године, одобрио је садашњи правац пруге Београд — Ваљево — Ужице — Титоград (данас Подгорица) — Бар, па су наредне године, 1952, почели радови на деоницама, Ресник — Ваљево и Титоград — Бар, а 1955. године и на деоници Прибој — Пријепоље. Међутим, радови на прузи су веома споро одмицали све до „Ужичког саветовања“, 1965. године, које је донекле ублажило трзавице о начину финансирања између републичких руководства. Закон о изградњи ове пруге у СФРЈ је донет 1966. године, али је већ 1971. закон укинут, а даљу изградњу су преузеле одвојено СР Србија и СР Црна Гора. Пруга је комплетирана 27. новембра 1975. године спајањем шина десетак километара јужно од Колашина. Пруга Београд—Бар је била највећи и најскупљи инфраструктурни пројекат у време СФР Југославије. Изградња пруге је коштала око 449 милиона америчких долара, од чега су више од две трећине финансирале СР Србија и СР Црна Гора, а једну трећину федерација.
Траса пруге се простире углавном на територији Србије и Црне Горе, осим 9  пруге који пролази кроз територију Босне и Херцеговине. На тој деоници пруге, на територији Републике Српске постоји станица Штрпци.

### Градитељи
У изградњи пруге Београд-Бар као главни извођачи учествовала су следећа предузећа:
- Партизански пут Београд
- Жеграп Београд
- Хидротехника Београд
- Мостоградња Београд
- Хидроградња Чачак
- Планум Београд
- Тунелоградња Београд
- Енергоинвест Сарајево
- Гоша Смедеревска Паланка
- Електронска индустрија Ниш
- Железничко транспортно предузеће Београд
- Омладинске радне бригаде[3]

## Пуштање пруге у саобраћај
Први воз ка Бару из Београда кренуо је 30. маја 1976. године и тиме је успостављен редован саобраћај. Два дана раније, 28. маја 1976. године, пругом је прошао „Плави воз“, у коме је први путник био маршал Ј. Б. Тито са супругом, Јованком, и државним руководством свих република и Федерације. На територији Србије се налази 301 km, а на територији Црне Горе 175 km. Највиша тачка пруге је у Колашину, 1.032 m. Највећи успон је на деоници Подгорица-Бијело Поље 25 промила. Гранична станица између држава је Врбница.

## Инфраструктурни подухвати

### Тунели
Постоји 254 тунела у укупној дужини 114,4 km, што износи 24% дужине пруге.
Најдужи тунел је „Созина“ на деоници Подгорица—Бар од 6.170 m. Следећи тунели по дужини су „Златибор“(6.169 m), „Требешница“ (5.170 m), „Голеш“ (4.949 m), „Островица“ (3.831 m) и „Мојковац“ (3.243 m).
Највише тунела је на делу пруге Бранешци—Штрпце, у укупној дужини од 29,4 km, затим на Златибору 22 тунела у дужини од 17.940 m, на деоници Лучице—Гостун 16 тунела дужине 13.039 m, и на деоници Колашин—Братоножићи 54 тунела у дужини од 23.784 m.

### Мостови
Дуж пруге постоји 234 моста у укупној дужини од 14,6 km. Од тога је 206 бетонских мостова укупне дужине 10.760 m и 28 челичних мостова дужине 3.833 m. 
Најдужи и најатрактивнији мост јесте мост изнад Мале ријеке, а за њим по дужини истичу се и мостови „Љубовиђа“ (450 m), „Увац“ (308 m).

#### Највиши железнички мост у Европи
Мост изнад Мале ријеке је један од највиших у Европи. Дужине је 498, a висине 200 m. Радови су трајали 4 године. У стубове је уграђено 23.000 m³ бетона, а челична конструкција је тежине 25.000 t.

## Галерија
- Железничка станица у Штрпцима
- Пруга код Прибоја
- Пруга код Лутова
- Мост изнад Мале Ријеке
- Пруга код Врањина
- Прелаз преко острва Лесендро